# 吕埃尔
吕埃尔（法語：Rueyres，法語發音：[ʁɥɛʁ]）是法国洛特省的一个市镇，属于菲雅克区。

## 地理
吕埃尔（44°44'53"N, 1°50'47"E）面积9.31 平方千米，位于法国奧克西塔尼大區洛特省，该省份为法国西南部内陆省份，北起顺时针与科雷兹省、康塔爾省、阿韦龙省、塔恩-加龙省、洛特-加龍省和多尔多涅省接壤。
与吕埃尔接壤的市镇（或旧市镇、城区）包括：昂格拉尔、艾纳克、吕代勒、泰米讷、泰米内特。
吕埃尔的时区为UTC+01:00、UTC+02:00（夏令时）。

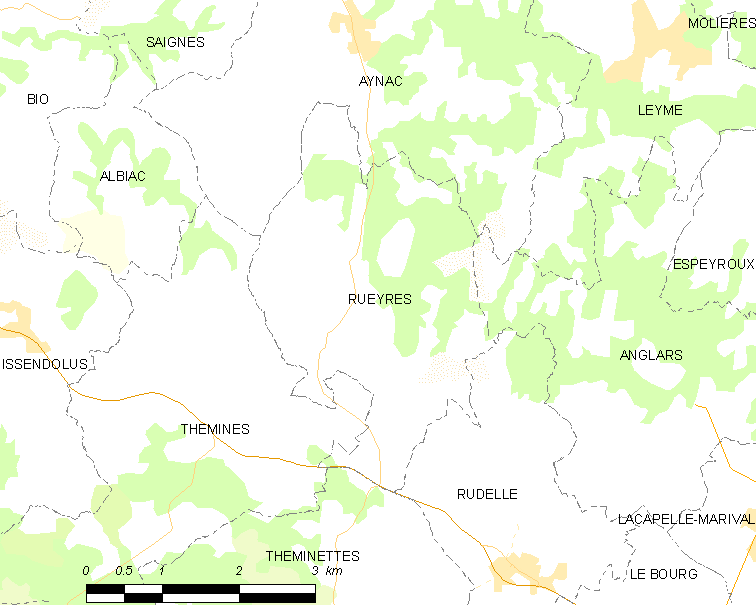
吕埃尔的OSM定位图

## 行政
吕埃尔的邮政编码为46120，INSEE市镇编码为46243。

## 政治
吕埃尔所属的省级选区为拉卡佩勒马里瓦勒县。

## 人口

1962-2008年间吕埃尔人口变化图示

吕埃尔于2022年1月1日时的人口数量为195人。